# Zdenka Kovačiček
Zdenka Kovačiček (Zagreb, 16. januar 1944) jeste hrvatska džez i rok pevačica. Jedna je od značajnijih i eminentnijih osoba na hrvatskoj i bivšoj jugoslovenskoj muzičkoj sceni.
Sa trinaest godina svoju vokalnu karijeru započinje u duetu 'Hani', gde peva zajedno sa Nadom Žitnik. Nakon što se duet razišao, nastupa po Evropi u raznim klubovima, gde je pevala sa mnogim poznatim muzičarima (Bil Hejli, Kinks, INK Spots i drugi) i otkrila svoj talenat prema džezu, soulu i bluzu, a po povratku počinje saradnju sa najboljim zagrebačkim džezerima Boškom Petrovićem, Miljenkom Prohaskom, Damirom Dičićem i mnogim drugim.
Tokom svoje muzičke karijere sarađuje sa mnogim kultnim sastavima kao što su Nirvana (zagrebački trio), Tajm, Bijelo dugme, YU jazz-rock selekcija, dok saradnja sa Telephone blues bandom traje još i danas.

## Biografija
Zdenka Kovačiček rođena je 16. januara 1944. godine u Zagrebu. Svoju karijeru započinje već kao devojčica nastupajući u Zagrebačkom kazalištu mladih, gde je glumila, pevala i plesala. Godine 1957. zajedno sa Nadom Žitnik osniva duet Hani. Nastupaju na TV-u, snimaju film i postižu veliku popularnost. Odlaze na turneju po Evropi gde nastupaju sa velikim muzičkim zvezdama kao što su Peter Kraus, Lu Van Burg, Bil Hejli.
Mislim da je tajna u tome što sam se kao petogodišnjakinja odlučila baviti glumom i glazbom. U trinaestoj je glazba prevladala. Cijeli sam život posvetila glazbenoj sceni; i kad sam glumila u nekim kazališnim projektima bili su vezani uz glazbu. Moja silna očaranost glazbom i ljubav prema toj umjetnosti daje mi tu energiju koju i publika prepoznaje.

### 1970e
Nakon što se duet Hani razišao, Zdenka Kovačiček krajem 1960-ih sa svojim sastavom peva po evropskim klubovima. U to vreme otkriva svoj veliki talent prema džezu, soulu, bluzu i gospelu. Po povratku kući započinje saradnju sa najboljim zagrebačkim džezerima poput Boška Petrovića, Miljenka Prohaske, Damira Dičića i drugih. Godine 1970. na Opatijskom festivalu izvodi kompoziciju Zbog jedne melodije davne (Miljenko Prohaska) i osvaja prvu nagradu stručnog žirija. Ovaj uspeh obeležio je njen povratak na hrvatsku scenu i najavio početak njene solo karijere.
Početkom 1970-ih nastupa na raznim festivalima i osvaja brojne muzičke nagrade. Godine 1971. na Zagrebačkom festivalu izvodi kompoziciju Kornelija Kovača Otvorila sam prozor, iste godine na Beogradskom proleću izvodi kompoziciju Vojkana Borisavljevića Ljubav i osvaja nagradu kao debitant. Čitavu 1972. godinu provodi na turneji po bivšem Sovjetskom Savezu.
Nakon što se vratila sa turneje po Sovjetskom Savezu okreće se rok muzici i počinje saradnju sa zagrebačkom grupom 'Nirvana'. Godine 1973. na BOOM festivalu u Ljubljani pred sedam hiljada gledalaca izvode kompoziciju Klik temu broj 1, koja je uvršćena na dvostruki album BOOM Pop Fest '73 (Jugoton).
Sredinom sedamdesetih nastupa u rok operi Grička vještica (Ivica Krajačić, Karlo Metikoš i Miljenko Prohaska) u pozorištu Komedija, peva sa YU jazz rock selekcijom i učestvuje na snimanju albuma Pop Tihomira Asanovića, koji je 1976. godine objavila diskografska kuća Jugoton. U to vreme njeno ime se pominje u rok i džez muzici, nastupa na svakoj većoj smotri bluza i soula, dobija brojne nagrade i proglašena je najboljim ženskim vokalom u državi.
Godine 1976. osniva ritam i bluz, rok i soul sastav 'Zdenka express', s kojim izvodi kompoziciju Hallo, Mr. Elton John, a koja se nalazi na koncertnoj kompilaciji BOOM festival '76. (PGP RTB). Godine 1978. sa Big bendom Igora Savina i njegovim studijskim sastavom snima album sa kompozicijama istaknutih kompozitora kao što su Goran Bregović, Kornelije Kovač, Vanja Lisak, Vladimir Delač i drugi. Ostvaruju saradnju sa kultnim sastavima Nirvana, Tajm, Bijelo dugme, Telephone blues band i mnogim drugim.

### 1980e
Godine 1984. izdaje studijski album Frka, koga objavljuje diskografska kuća Jugoton. Muziku za materijal napisao je Kire Mitrev dok je tekst iz knjige Konstatacija jedne mačke, Slavice Maras.
Godine 1989. objavljuje album na engleskom jeziku Love is a game, na kojem ostvaruje saradnju sa Daliborom Paulikom i Dejvidom Stoperom. Album promoviše na festivalima u Los Anđelesu, Finskoj i na Middemu u Kanu.
U to vreme često nastupa sa Telephone blues bandom, koga predvodi basista Tomas Krkač (bivši član sastava Nirvana), najčešće u klubu 'Saloon' na večerima Ruby Tuesday.

### 1990e
Krajem osamdesetih i početkom devedesetih ostvaruju saradnju sa producentom i dirigentom Vanjom Lisak. Godine 1991. izdaje album Happy jazz album, koji sadrži klasične džez kompozicije, a na materijalu gostuju Georgije Garanjani i Pepino Prinčipe. Materijal se sastoji od džez obrade Dobro veče džezeri (obrada Bajagine kompozicije Dobro jutro džezeri) i Mercedes-benc (kompozicija Dženis Džoplin), a sadrži i njen hit Zbog jedne davne melodije (Prohaska/Britvić).
Album Happy jazz album vol. II izdaje 1994. godine, a objavljuje ga diskografska kuća Croatia Records. Lisak i Kovačiček materijal za album snimaju 2. i 3. januara 1993. u B.P. klubu i u studiju radio Zagreba. Album uz klasične džez kompozicije sadrži i Dok razmišljam o nama od Josipe Lisac. Kao gosti na albumu učestvuju poznati zagrebački džez muzičari i tamburaški orkestar HRT-a. Zajedno sa triom Vanje Liska održava kraću turneju po Austriji i Italiji.
Godine 1996. objavljuje kompilacijski album Žuta ruža (Orfej), koji sadrži njezine festivalske i radijske kompozicije snimljene između 1959. i 1995. godine. Godine 1999. ostvaruje saradnju sa mladim muzičarem Markom Tomasovićem i objavljuje studijski album Zdenka Kovačiček (Croatia Records). Kompozicija Žena za sva vremena postaje veliki hit i vraća je u sam vrh popularnosti. Na Zagreb festu 2000. osvaja Grand Prix i pobeđuje sa kompozicijom Vrati se u moje dane, koja osvaja hrvatske top liste.

### 2000e
Početkom 2000. godine za HRT snima brojne nastupe od kojih su neki Do zvijezda zajedno u Gaveli, jednosatni TV nastup I to sam ja, 2001. godine nastupa na Dori (Hrvatska pesma za pesmu Evrope), isto i 2003. kada osvaja 4. mesto, nastup na Hrvatskom radijskom festivalu Vodice 2001, Split 2001, Etno fest Neum 2001. i mnogi drugi.
Godine 2001. potpisuje ugovor sa izdavačkom kućom Cantus i objavljuje album Ja živim svoj san na kome peva kompozicije Marka Tomasovića. Za izvođenje na tom albumu 2002. godine osvaja prestižnu hrvatsku diskografsku nagradu Porin u kategoriji za najbolji ženski vokal.
Godine 2004. za izdavačku kuću Cantus objavljuje album pod imenom To Be Zdenka, na kome je kompozitor bio Tomasović i na kome je ponovo snimila kompoziciju Žena za sva vremena.

## Festivali
Vaš šlager sezone, Sarajevo:
- Jedra su moja bez tebe tužna, '72
- Vjerovao ti ili ne, '77

Opatija:
- Djevojčice (u pola dva), (kao članica Dua Hani), '61
- Zbog jedne davne melodije (alternacija sa Višnjom Korbar), prva nagrada stručnog žirija, '70
- Koliko sreće, '73

Dora, Opatija:
- Ja živim svoj san, 2001
- Odavno shvatila sam sve, četvrto mesto, 2002
- Love, love, love, šesto mesto, 2020
- Stay on the bright side, 2022

Beogradsko proleće:
- Ljubav, nagrada za najboljeg debitanta, '71
- Tajna, '73

Split:
- Voli me još danas, '71
- Ni jedna zemlja (Veče Ustanak i more), '81
- Ako je ljubavi bilo, 2001

Melodije hrvatskog Jadrana, Split:
- Na kraju ponosna, 2001

Zagreb:
- Otkriće, '62
- Otvorila sam prozor, '71
- Dani ljubavi i dani mržnje, '73
- Mali biserni slap, '74
- Frka, (sa grupom KIM), '81
- Sad ti kao nije stalo, '83
- Korak do sna, '88
- Zagrli me, '95
- Čekam te, '99
- Vrati se u moje dane, pobednička pesma, 2000
- Jutarnja frka, 2019

Jugoslovenski izbor za Evrosong:
- Obećaj mi to (kao članica Dua Hani), Ljubljana '61
- Ne verujem majčice više (kao članica Dua Hani), Beograd '63

Boom festival:
- Klik tema broj 1, (sa grupom Nirvana), Ljubljana '73
- Hallo Mr Elton John, Beograd '76

Festival revolucionarne i rodoljubive pesme:
- Kolo zeleno, '77

Skoplje:
- Samo edno leto da mi dadeš, '71
- Vaistina, '74
- Počinka, '76
- Eden den ke bideš moj, '78

Internationales schlagerfestival, Dresden:
- Wirklich frei sein, '81

International festival, Los Angeles:
- Never in my life, '88
- The violin song, '89

Etnofest, Neum:
- Rožica sem bila, '96
- Da bi imel perje, 2004

Zadar:
- Možda ni ne osjećam kraj, 2001
- To nisam bila ja, 2002

Hrvatski radijski festival:
- Ja živim svoj san (Veče legendi), 2001

Melodije Istre i Kvarnera:
- Između nas, 2002

Kninfest:
- Još nosim tvoje dodire, 2002

Melodije Mostara:
- Dovoljno da me voliš, 2003

Sunčane skale, Herceg Novi:
- Dovoljno, 2003

Banja Luka:
- Ti nisi kao on (Veče zabavne muzike), 2003

Krapina:
- Misel na tebe, 2003
- Dečec moj zagorski, 2005
- Popevka o srcu kaj čkomi (sa Greenhouse bluse bendom), 2019
- Zanavek kaj, 2022

Međunarodni festival šansone, Chansonfest, Zagreb:
- Idi, 2017

## Ostalo
- 1998. glumi u pozorišnoj predstavi Obljetnica braka, od K.Zidarića.
- 2003. učestvuje u rok operi Princeza na zrnu graška u Trstu.
- 2008. predstavom Priča o Dženis obeležava svojih pedeset godina karijere.[4]

## Diskografija

### Albumi
- 1978. Zdenka Kovačiček (PGP RTB)
- 1984. Frka (Jugoton)
- 1989.
- 1991.  - zajedno sa Vanjom Lisak i Georgijem Garanjanom (Helidon)
- 1994.
- 1996. Žuta ruža (Orfej)
- 1999. Zdenka Kovačiček (Croatia Records)
- 2001. Ja živim svoj san (Cantus)
- 2004.  (Cantus)

### Kompilacije
- 1973.  "Klik tema br. 1" - Zdenka Kovačiček i trio "Nirvana"
- 1976.  - Zdenka express
- 1977. Leteća diskoteka - Zoran Modli - "Hallo mr. Eltohn John" - Zdenka Kovačiček
- 1980. Ne daj se Ines - Rade Šerbedžija - LP-b-3 "Pa to je krasno" - Rade Šerbedžija i Zdenka Kovačiček
- 1981. 27. festival Zagreb - LP-a-4 "Frka" - Zdenka Kovačiček i grupa "Kim"
- 1995.  " Bože, ti se moja nada"
- 1997.
  1. Janez Gregorc - Filmska glazba - CD-tr.3 "Ubij me nežno" - Zdenka Kovačiček
  2.  pevaju i govore : Zdenka Kovačiček, Ivica Zadro, Vitomira Lončar, Boris Svrtan, Dubravka Šeparović i Ladislav Vrgoč
- 1998.  - Zdenka Kovačiček i Damir Dičić kvartet
- 1999.
  1.  - Zdenka Kovačiček i Buco Majsner
  2. Goran Bregović - CD-tr.1 "Ti nikad nećeš znati srce jedne žene" - Zdenka Kovačiček i Bijelo dugme
- 2002.
  1. Melodije Istre i Kvarnera - MIK - CD-tr.4 "Između nas" - Zdenka Kovačiček
  2.  - Zdenka Kovačiček i Big Bend Čakovec
  3.  - Zdenka Kovačiček
- 2003.
  1. Krapina 2003. - CD-tr. 8 "Misel na tebe" - Zdenka Kovačiček
  2.  - Zdenka Kovačiček i Volfgang Šrajner
- 2004. Krapina 2004. - CD-tr.12 "Skriti falačec" - Zdenka Kovačiček
- 2005. Krapina 2005. - CD-2-tr.7 "Dečec moj Zagorski" - Zdenka Kovačiček, Ilirci i Kaj

### Singlovi
- 1971. - "Žuta ruža" / "Voli me još danas"
- 1973. - "Dani ljubavi i dani mržnje" / "Ljubavi, ljubavi"
- 1973. - "Tajna" / "Što je to"
- 1975. - "Ti nikad nećeš znati srce jedne žene" / "Kobra"
- 1976. - "Hello, Mr. Elton John" / "Mali crni brat"
- 1977. - "Vjerovao ti ili ne" / "Poznaješ li pravo lice"

## Literatura
- Janjatović, Petar (2007). EX YU ROCK enciklopedija 1960-2006. Beograd: Čigoja štampa. ISBN 978-86-905317-1-4.

## Spoljašnje veze
- Zvanična stranica Zdenke Kovačiček